# Meidlinger Pfarrkirche

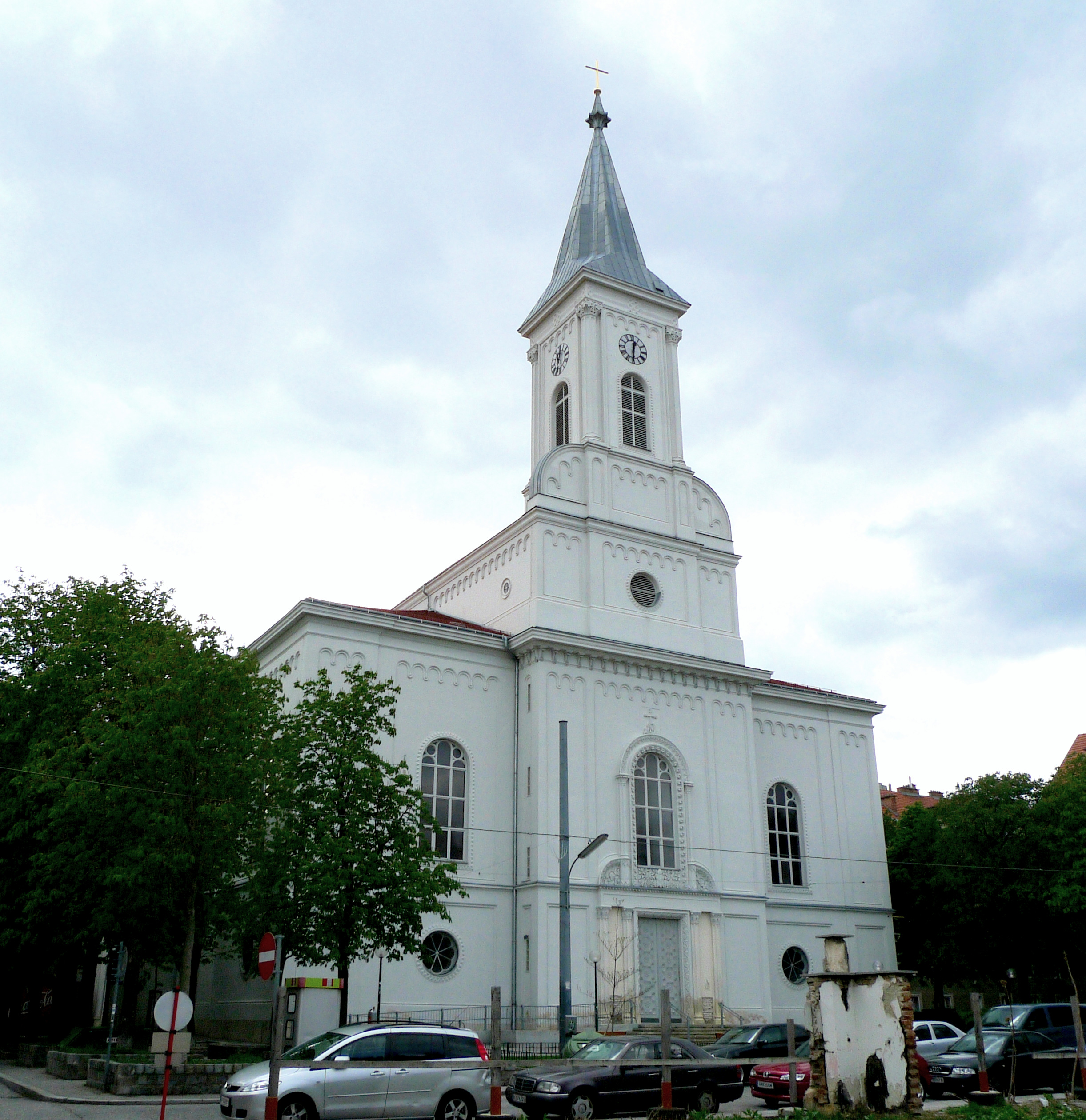
Meidlinger Pfarrkirche

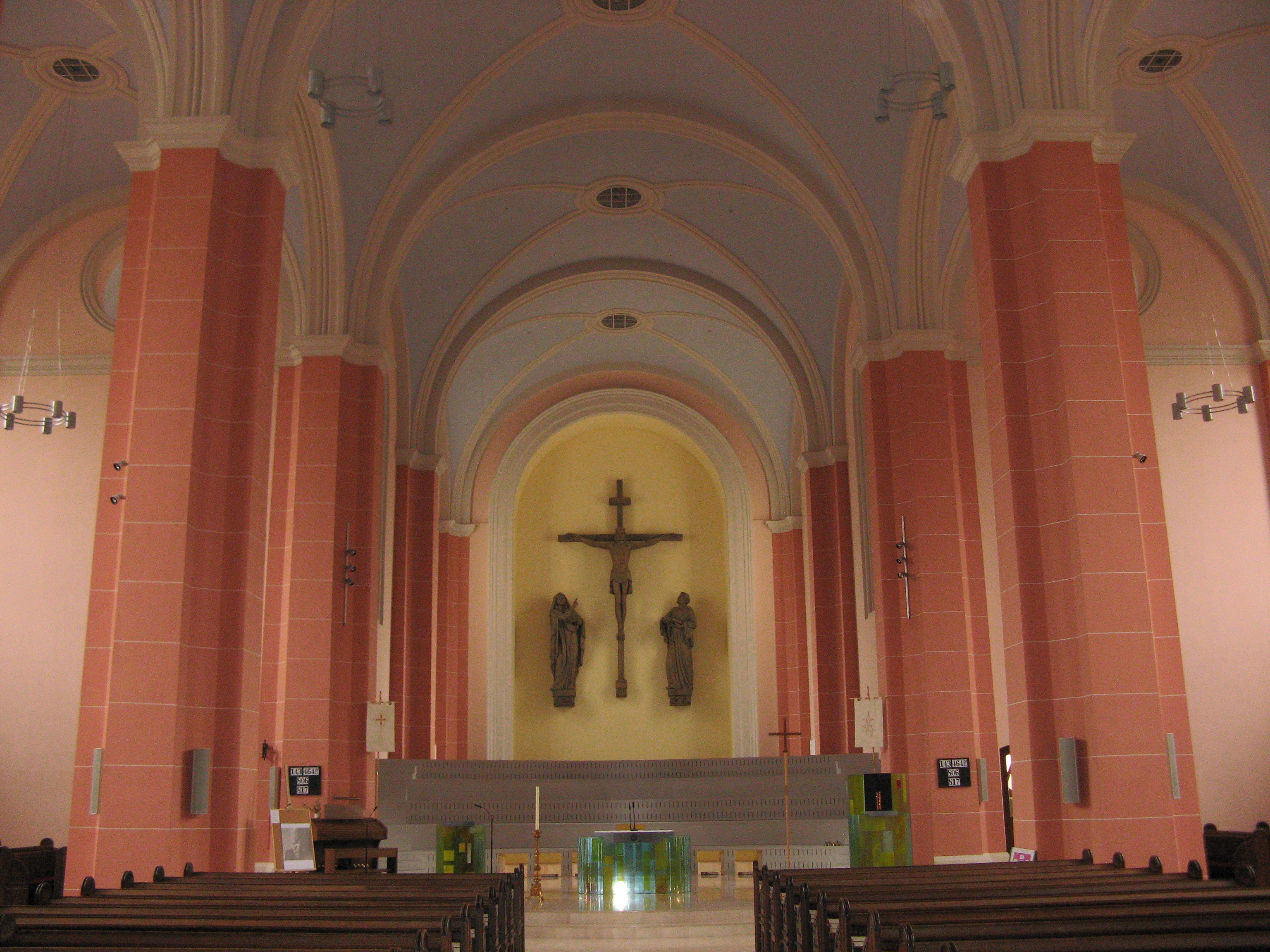
Innenraum

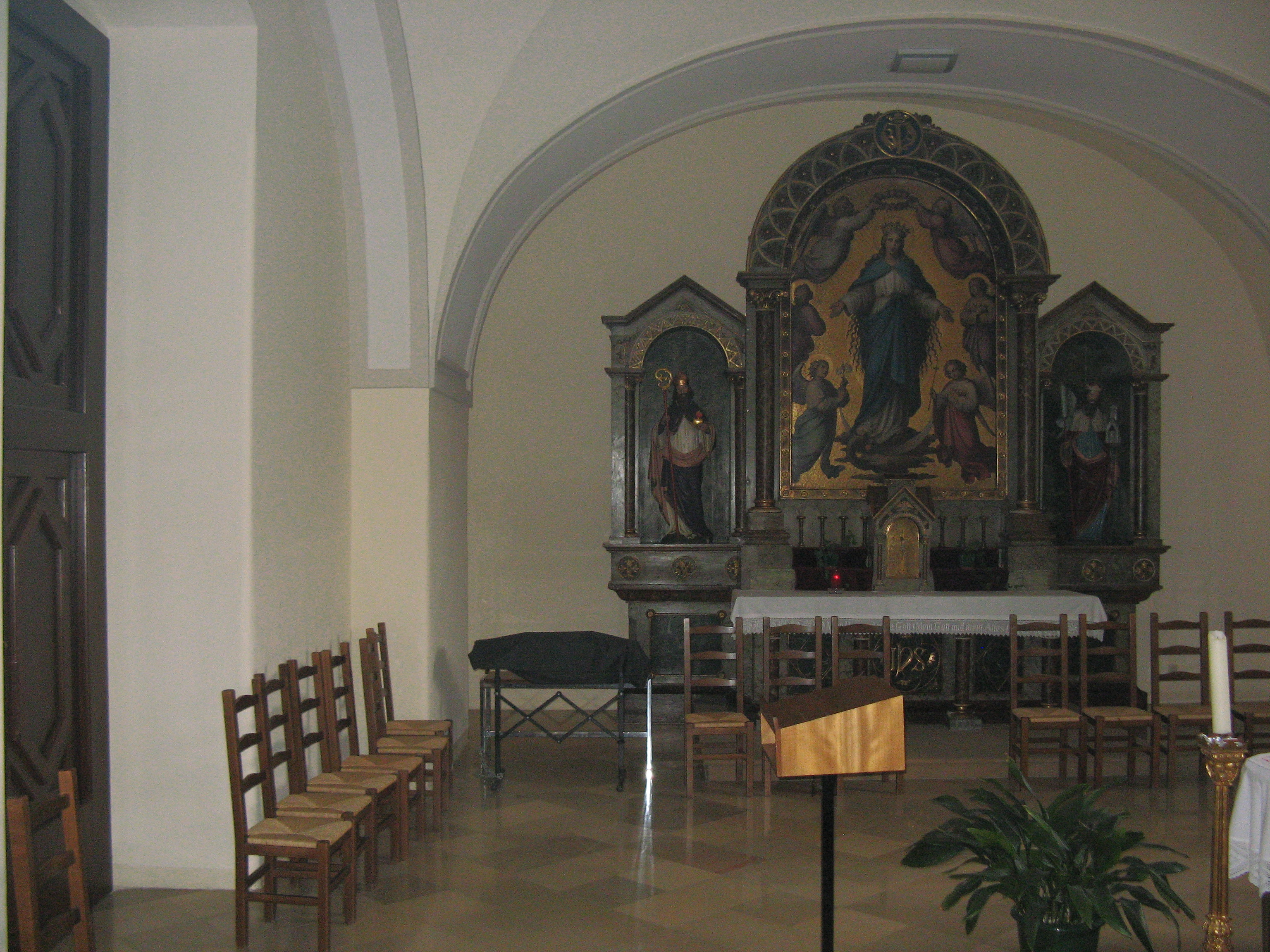
Mariazellerkapelle

Die Meidlinger Pfarrkirche ist eine römisch-katholische Kirche im 12. Wiener Gemeindebezirk Meidling, die in den Jahren 1842–45 nach Plänen von Carl Roesner erbaut wurde. Sie ist dem hl. Johannes von Nepomuk geweiht und befindet sich am Migazziplatz.

## Geschichte
Die erste Meidlinger Kirche wurde vermutlich 1732/1733 auf Veranlassung von Kaiser Karl VI. errichtet. Sie wurde als erste Kirche Österreichs dem 1729 heiliggesprochenen Johannes von Nepomuk geweiht, der als Patron gegen Überschwemmungen gilt. Meidling wurde nämlich durch den nahegelegenen Wienfluss öfters von Überschwemmungen heimgesucht. 1783 wurde diese Kapelle, die bis dahin zur Pfarre Penzing gehört hatte, im Zuge der josephinischen Kirchenreform zunächst zur Lokalkaplanei und 1784 zur Pfarrkirche erhoben. Seit dieser Zeit wurde Meidling vom Stift Klosterneuburg betreut.
Die zu klein gewordene Kirche, die sich nach der heutigen Adresse im Bereich Niederhofstraße 37–41 befand (der erste Pfarrhof befand sich an der Stelle der heutigen Meidlinger Hauptstraße 10), wurde von 1842 bis 1845 durch eine neue dreischiffige Kirche nach Plänen von Carl Roesner im neoromanischen Stil ersetzt, die ein frühes Beispiel des Historismus in Wien darstellt. Kaiser Ferdinand persönlich setzte den Schlussstein. Diese Szene wurde von Peter Fendi festgehalten. Die neue Kirche erhielt als Hochaltarbild ein wertvolles Gemälde von Johann Georg Schmidt, das ursprünglich das Hochaltarbild von Stift Klosterneuburg war und die Geburt Mariens darstellte. Außerdem besaß sie ein Bild von Leopold Kupelwieser und ein weiteres von Johann Ender. In den Jahren 1879 und 1900 wurde die Kirche jeweils restauriert.
Im Zweiten Weltkrieg wurde die Kirche 1945 beschädigt und die Innenausstattung dabei weitgehend zerstört. Das Hochaltarbild wurde mühsam wiederhergestellt und ging zurück an das Stift Klosterneuburg, das Bild von Kupelwieser erhielt das Niederösterreichische Landesmuseum, das Bild von Ender wurde zerstört. Von 1952 bis 1958 gestaltete der Architekt Gustav Peichl das Presbyterium neu. Ab 1991 wurde die Kirche einer Generalsanierung unterzogen und der Altar neu gestaltet. Ebenso wurde eine Unterkirche geschaffen.

## Baubeschreibung
Die Kirche wurde auf einem eigens angelegten Platz freistehend errichtet und lehnt sich in ihrer äußeren Gestaltung etwas an die kurz zuvor erbaute Altmannsdorfer Kirche an. Das Grundstück hatte der Besitzer des Theresienbades, Josef Michael Freiherr von Ehrenfels, der Pfarre gespendet. Es handelt sich um eine Hallenkirche, die von einem Fassadenturm akzentuiert wird, und streng symmetrisch gegliedert wurde. Das Gebäude ist breit angelegt, mit einem leicht erhöhten Mittelschiff mit Kreuzrippengewölbe. Der Chor schließt gerade ab. In der Halle befinden sich mächtige kreuzförmige Pfeiler.
Die karge Innenausstattung wird durch eine monumentale Kreuzigungsgruppe von Erich Pieler aus dem Jahr 1956 beherrscht, die mit über 4 Metern Höhe die größte Holzplastik Österreichs ist. Die keramischen Kreuzwegbilder (1963) stammen von Alfred Kirchner. Der neue Altar und der Tabernakel wurden von der Firma Geyling hergestellt. Die Kirchenbänke und Tore stammen noch aus der Bauzeit.
In der Taufkapelle befindet sich eine plastische Pietà aus der 2. Hälfte des 19. Jahrhunderts. Das Bild des Gekreuzigten aus dem 17. Jahrhundert soll 1650 in Nürnberg mit jener Lanze durchbohrt worden sein, mit der auch die Seite Christi geöffnet wurde. Weiters finden sich eine Kopie eines Marienbildes aus Brünn und eine Dreifaltigkeit aus dem 18. Jahrhundert. Das Taufbecken stammt noch aus der ersten Kirche.
In der Mariazellerkapelle befindet sich noch ein Altar von 1888 von den Gebrüdern Kastner, der die Maria Immaculata darstellt. In den Seitennischen stehen Figuren der hll. Severin und Leopold.
Neben der Kirche befindet sich der Pfarrhof, der ebenfalls von Roesner gemeinsam mit der Kirche erbaut wurde.

## Orgel

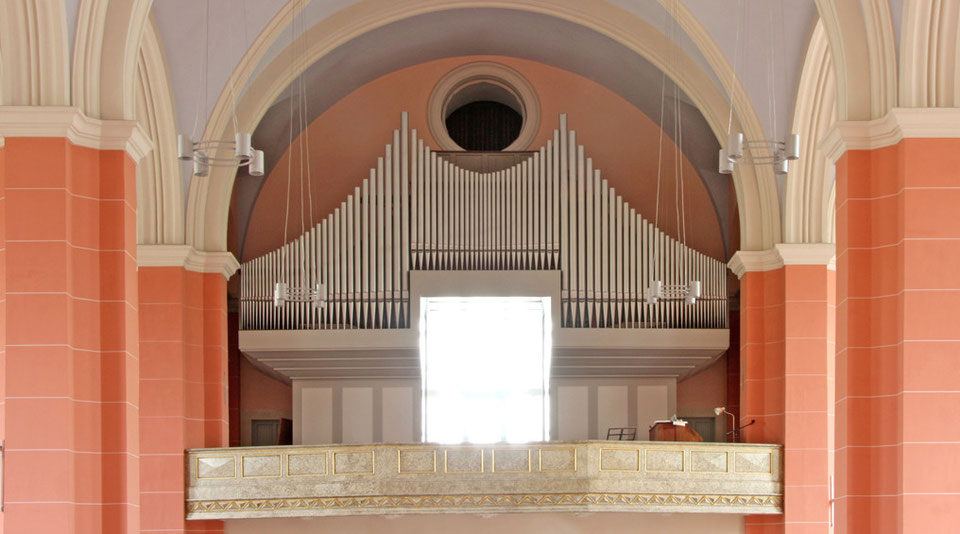
Blick auf die Orgel

Die ursprünglich eingebaute Orgel, gebaut von Orgelbaumeister Alois Hörbiger (22/II/P), entsprach nach dem Ersten Weltkrieg nicht mehr den Anforderungen und Vorstellungen der Pfarrverantwortlichen. Am 24. August 1932 wurde die bisherige Orgel abgetragen. Als letztes Lied erklang Maria zu lieben, ist allzeit mein Sinn. Die alte Hörbiger-Orgel hatte 22 Register auf zwei Manualen und Pedal, von welchen zehn Register in die neue Orgel eingebaut werden sollten.
Die neue Orgel wurde 1933 vom Orgelbauer Johann M. Kauffmann (Wien) erbaut. Das Instrument hat 40 klingende Register auf drei Manualwerken und Pedal.
1965 erfolgte eine Instandsetzung der Orgel, dabei erfolgte auch eine Veränderung der Disposition.
| I Hauptwerk C–g3 |             |        |
| 1.               | Bourdon     | 16’    |
| 2.               | Prinzipal   | 08’    |
| 3.               | Quintatön   | 08’    |
| 4.               | Gemshorn    | 08’    |
| 5.               | Dolce       | 08’    |
| 6.               | Oktav       | 04’    |
| 7.               | Spitzflöte  | 04’    |
| 8.               | Oktav       | 02’    |
| 9.               | Cornett III | 02 ⁄3’ |
| 10.              | Mixtur IV   | 02’    |
| 11.              | Trompete    | 08’    |

| II Nebenwerk C–g3 |                 |        |
| 12.               | Geigenprinzipal | 08'    |
| 13.               | Gedeckt         | 08’    |
| 14.               | Salizional      | 08’    |
| 15.               | Prästant        | 04’    |
| 16.               | Rohrflöte       | 04’    |
| 17.               | Nasat           | 02 ⁄3’ |
| 18.               | Blockflöte      | 02’    |
| 19.               | Mixtur III      | 02 ⁄3’ |
| 20.               | Regal           | 08’    |

| III Schwellwerk C–g3 |               |         |
| 21.                  | Fernprinzipal | 08'     |
| 22.                  | Zartgedeckt   | 08’     |
| 23.                  | Aeoline       | 08’     |
| 24.                  | Vox-Celestis  | 08’     |
| 25.                  | Fugara        | 04’     |
| 26.                  | Gedecktflöte  | 04’     |
| 27.                  | Nachthorn     | 02’     |
| 28.                  | Terzian       | 01 3⁄5’ |
| 29.                  | Zimbel III    | 02’     |
| 30.                  | Schalmei      | 08’     |

| Pedalwerk C–f1 |               |         |
| 31.            | Prinzipalbass | 16’     |
| 32.            | Violon        | 16’     |
| 33.            | Subbass       | 16’     |
| 34.            | Quinte        | 10 2⁄3’ |
| 35.            | Prinzipal     | 08’     |
| 36.            | Gedeckt       | 08’     |
| 37.            | Oktav         | 04’     |
| 38.            | Cornett V     | 05 1⁄3’ |
| 39.            | Posaune       | 16’     |
| 40.            | Clairon       | 04’     |